# 京山南站
京山南站是汉宜高速铁路（沪渝蓉沿江高铁武汉至宜昌段）正在建设的铁路车站，位于中国湖北省京山市雁门口镇107省道东侧，距京山市区24.1km。

## 车站结构
京山南站规模为2台4线。车站站房为线侧平式，以“生态京山，观鸟天堂”为主题，形成飞鸟展开的羽翼的建筑形象。

## 历史
沿江高铁起初为保持线路顺直，并未设有京山南站。京山市政府为提升该市通达性，积极向湖北省和国铁集团争取增设京山南站。后在省市政府的多番争取，以及京山市政府承诺新增设站费用自行承担的前提下，2021年，国铁集团同意线路稍向北调整并增设京山南站。该年11月，国铁集团下发京山南站初步设计批复。
由于京山市政府近年财政压力增大，京山方面曾向国铁集团和长江铁路集团提出资金诉求，但遭国铁方面拒绝，并要求地方政府信守出资承诺。